# Франко-итальянское соглашение (1900)
Франко-итальянское соглашение 1900 года — первое соглашение Франции и Италии о сферах влияния в Северной Африке.

## Предыстория. Франко-итальянские торговые войны
В конце XIX века французская дипломатия успешно развивала свою работу по отрыву Италии от Тройственного союза. С этой целью со второй половины 80-х годов Франция вела против Италии таможенную войну, рассчитывая, что упадок народного хозяйства Италии заставит её изменить свою внешнеполитическую ориентацию. При этом французское правительство и банки действовали сообща. Началось с того, что в интересах промышленной буржуазии Северной Италии итальянское правительство предприняло меры по ограничению ввоза французских фабрикатов. Французское правительство ответило контрмерами против итальянского сельскохозяйственного экспорта во Францию. В итоге между Францией и Италией началась таможенная война. Одновременно французские банки предприняли интервенции против итальянских ценных бумаг; в Италии последовали массовые банкротства. И без того слабые государственные финансы Италии были ещё более подорваны. До конца 90-х годов Германия поддерживала итальянскую финансовую систему; тем не менее давление французского финансово-политического истеблишмента на экономику Италии ощущалось всё больше и сильнее. В итоге уже в начале 1890-х годов Италия начала делать попытки улучшить отношения с Францией; этим итальянская дипломатия шантажировала Германию, вымогая у неё экономическую поддержку и добавочные политические гарантии. В 1896–1898 годах экономический и финансовый кризис, а также катастрофа в Абиссинии заставили Италию предпринять более решительные действия для примирения с Францией. Для начала Италия признала французский протекторат над Тунисом. Этот дипломатический шаг помог ей заключить с Францией выгодный торговый договор, который положил конец таможенной войне. В 1899 году Франция и Италия начали переговоры об условиях взаимного политического сотрудничества. Наконец, кризис 1900 года лишил Германию возможности оказать Италии финансовую поддержку. Зато дипломатия французского правительства использовала это для должного воздействия на Италию. Французские кредиты спасли Италию от финансового краха.

## Заключение соглашения и его условия
В этой обстановке французский министр иностранных дел Теофиль Делькассе предложил правительству Италии соглашение о разделе Северной Африки. После долгих переговоров 15 декабря 1900 года французский посол в Риме Камиль Баррер и итальянский министр иностранных дел Висконти Веноста обменялись нотами, согласно которым Италия признавала французские претензии на Марокко, а Франция со своей стороны — претензии Италии на Триполитанию и Киренаику.

## Последствия
Это соглашение стало первым в череде дружественных франко-итальянских соглашений, ознаменовав начало курса на сближение Франции и Италии и открыв возможности для перехода Италии в лагерь Антанты. Италия также получила поддержку со стороны Франции своим устремлениям по созданию колониальной империи в средиземноморском регионе.